# 预研菌属
预研菌属為肠杆菌目肠杆菌科的一属好氧或兼性厌氧发酵型革兰氏阴性杆菌，以日本国立感染症研究所的前身國立預防衛生研究所的名字命名。此属的模式种为肺炎克雷伯氏菌(Yokenella regensburgei)。

## 下属物种
- 雷根斯堡预研菌 Yokenella regensburgei Kosako et al. 1985